# Mylochromis
Mylochromis è un genere di ciclidi haplochromini endemico del Lago Malawi nell'Africa Orientale.

## Specie
Vi sono attualmente 21 specie riconosciute in questo genere:
- Mylochromis anaphyrmus (W. E. Burgess & H. R. Axelrod, 1973)
- Mylochromis balteatus (Trewavas, 1935)
- Mylochromis chekopae (G. F. Turner & Howarth, 2001)
- Mylochromis ensatus (G. F. Turner & Howarth, 2001)
- Mylochromis epichorialis (Trewavas, 1935)
- Mylochromis ericotaenia (Regan, 1922)
- Mylochromis formosus (Trewavas, 1935)
- Mylochromis gracilis (Trewavas, 1935)
- Mylochromis guentheri (Regan, 1922)
- Mylochromis incola (Trewavas, 1935)
- Mylochromis labidodon (Trewavas, 1935)
- Mylochromis lateristriga (Günther, 1864)
- Mylochromis melanonotus (Regan, 1922)
- Mylochromis melanotaenia (Regan, 1922)
- Mylochromis mola (Trewavas, 1935)
- Mylochromis mollis (Trewavas, 1935)
- Mylochromis obtusus (Trewavas, 1935)
- Mylochromis plagiotaenia (Regan, 1922)
- Mylochromis semipalatus (Trewavas, 1935)
- Mylochromis sphaerodon (Regan, 1922)
- Mylochromis spilostichus (Trewavas, 1935)